# Lubienia (dopływ Sanu)
Lubienia – struga, prawy dopływ Sanu o długości 19,12 km i powierzchni zlewni 92,09 km². 
Struga płynie w województwie podkarpackim, przepływa przez Rudkę i wzdłuż granicy wsi Paluchy uchodzi przy granicy wsi Pigan. Górny bieg nosi nazwę Milunia do ujścia Zagorelni.
Podczas okupacji sowieckiej (1939–1941) w Piganach, u ujścia Lubieni do Sanu, znajdował się najdalej na zachód wysunięty punkt obwodu lwowskiego (vide rejon sieniawski). Na zachód (poprzez San) oraz na północ (Paluchy) rozpościerało się niemieckie Generalne Gubernatorstwo (odpowiednio dystrykty krakowski i lubelski).